# استر کوان
استر کوان (انگلیسی: Esther Kwan) بازیگر و کارگردان فیلم اهل هنگ کنگ است.